# Кондрут, Виталий Игоревич
Виталий Игоревич Кондрут (род. 15 февраля 1984, Джанкой) — украинский трековый и шоссейный велогонщик. В начале 2000-х годов состоял в трековой национальной сборной Украины, чемпион Европы среди юниоров в командной гонке преследования, серебряный призёр мирового первенства. В период 2007—2012 годов выступал в шоссейных велогонках на профессиональном уровне, представлял такие команды как ISD-Sport Donetsk, ISD-Neri, Lampre-ISD, Kolss. Мастер спорта Украины международного класса.

## Биография
Виталий Кондрут родился 15 февраля 1984 года в городе Джанкой Крымской области Украинской ССР. Проходил подготовку в Донецке под руководством заслуженного тренера Украины Николая Мирчановича Мырзы.
Впервые заявил о себе на международной арене в 2001 году, когда вошёл в состав украинской национальной сборной и побывал на трековом чемпионате Европы среди юниоров в итальянском Фьоренцуола-д’Арда, откуда привёз две награды серебряного достоинства, выигранные в индивидуальной гонке преследования и в гонке по очкам. Год спустя на аналогичных соревнованиях в немецком Бюттгене стал бронзовым призёром в индивидуальном преследовании и одержал победу в командной гонке преследования. Кроме того, получил серебро в гонке по очкам на юниорском чемпионате мира.
Начиная с 2005 года выступал преимущественно на шоссе, занял призовые позиции на нескольких региональных гонках в Италии.
В 2006 году победил на чемпионате Украины среди андеров в шоссейной групповой гонке, продолжил успешно выступать в итальянских гонках.
С 2007 года представлял новосозданную донецкую континентальную команду ISD-Sport Donetsk. В её составе одержал победу на «Гран-при Одессы», стал вторым на «Гран-при Москвы» и третьим на «Флеш дю Сюд».
В 2008 году выиграл гонки «Ля Ру Туранжель» и «Тур де Рибас», стал серебряным призёром одного из этапов «Гран-при Донецка».
Показав достаточно высокие результаты, в 2009 году Кондрут перешёл в родственную украино-итальянскую команду ISD-Neri, имевшую проконтинентальный статус. В это время ему довелось поучаствовать в монументальной классике «Джиро ди Ломбардия», таких гонках высшей категории как «Джиро дель Пьемонте», «Гран-при Фурми», «Классика Брюсселя», «Тур Люксембурга», «Тур Лангкави», «Тур озера Цинхай» и др. Занял третье место в генеральной классификации многодневной гонки первой категории «Вольта Алентежу» в Португалии.
Сезон 2011 года Кондрут провёл в профессиональной итальянской команде Lampre-ISD, имеющей лицензию ПроТура. В этом сезоне он стартовал на самых престижных соревнованиях по шоссейному велоспорту: «Тур Фландрии», «Париж — Рубе», «Критериум Дофине», «Гент — Вевельгем». Тем не менее, во всех этих гонках он работал на лидера команды и был далёк от попадания в число призёров.
Последний раз выступал на профессиональном уровне в сезоне 2012 года в составе киевской континентальной команды Kolss. Отметился выступлениями на нескольких крупных гонках в России, как то «Гран-при Сочи», «Гран-при Адыгеи», «Кубок мэра», «Мемориал Олега Дьяченко», «Пять колец Москвы».
За выдающиеся спортивные достижения удостоен почётного звания «Мастер спорта Украины международного класса».
Окончил Донецкий государственный институт здоровья, физического воспитания и спорта.